# Zona de Granjas
Zona de Granjas är en ort i Mexiko.   Den ligger i kommunen Cajeme och delstaten Sonora, i den nordvästra delen av landet, 1 400 km nordväst om huvudstaden Mexico City. Zona de Granjas ligger 62 meter över havet och antalet invånare är 512.
Terrängen runt Zona de Granjas är huvudsakligen platt, men österut är den kuperad. Terrängen runt Zona de Granjas sluttar västerut. Runt Zona de Granjas är det ganska tätbefolkat, med 80 invånare per kvadratkilometer. Närmaste större samhälle är Ciudad Obregón, 8,7 km sydväst om Zona de Granjas. Trakten runt Zona de Granjas består till största delen av jordbruksmark.